# Li Rui
|  | Per a altres significats, vegeu «Li Rui (polític)». |

En aquest nom xinès, el cognom és Li.
Li Rui (xinès: 李锐)  (Suzhou, 8 de desembre de 1768 - Suzhou, 30 de juny de 1817) va ser un matemàtic xinès. Li Rui va descobrir independentment una versió equivalent del que avui coneixem com la regla dels signes de Descartes.
Poc es coneix de la seva vida, algunes fonts diuen que va néixer el 1769. Se sap que va estudiar a l'Acadèmia Ziyang, on va ser deixeble de polític i intel·lectual Ruan Yuan i del filòleg Qian Daxin i que va ser el principal col·laborador de Ruan Yuan en l'elaboració del diccionari biogràfic d'astrònoms matemàtics xinesos publicat el 1799. L'any anterior havia descobert un manuscrit de Li Ye del Yigu Yanduan, Desenvolupament per peces (1259) que estava perdut i l'havia editat amb un ampli comentari, utilitzant tècniques filològiques per recuperar els materials perduts i restaurar les arrels de la "matemàtica xinesa".
El 1810 va anar a Pequín per a fer l'examen del servei civil, però no el va aprovar.
Va morir el 1817 i, posteriorment, el seu mestre Ruan Yuan, va fer editar les seves obres completes el 1823, compostes per onze tractats: set sobre sistemes astronòmics antics i quatre sobre mètodes tradicionals de còmput.